# Talita (imię)
Talita (ταλιθα, Talitha): imię pochodzenia biblijnego. Źródłem jest aramejskie słowo "'ţlîthâ'" – “dziewczyna”. Pochodzi od wypowiedzi Jezusa: "Talitha cum(i)!" (spolszczonej na: "Talita kum!") – "Dziewczynko, tobie mówię, wstań" – użytej podczas wskrzeszenia córki Jaira.
Mk 5, 21–24 oraz 35–43:
… 22 Wtedy przyszedł jeden z przełożonych synagogi, imieniem Jair, i gdy Go zobaczył, upadł Mu do stóp. 23 I zaczął Go usilnie błagać: Moja córeczka kona. Przyjdź, włóż na nią ręce, aby ocalała i żyła. (…) 41 I ująwszy dziewczynkę za rękę, powiedział do niej: Talita kum! Co można przetłumaczyć: Dziewczynko, mówię ci, wstań. 42 I dziewczynka natychmiast wstała i zaczęła chodzić, miała bowiem dwanaście lat. I niemal osłupieli w ogromnym zachwycie. …